# Chorthippus separatanus
Chorthippus separatanus är en insektsart som beskrevs av Liu, Jupeng 1981. Chorthippus separatanus ingår i släktet Chorthippus och familjen gräshoppor. Inga underarter finns listade i Catalogue of Life.